# Sicilia (provincia romana)
Sicilia (oficialmente, Provincia Sicilia) fue el nombre dado a la primera provincia de la Antigua Roma, creada en el 241 a. C. tras la victoria romana en la primera guerra púnica.

## Historia
Fue creada en el 241 a. C. como un territorio bajo gobierno proconsular, en el periodo posterior a la primera guerra púnica y que se corresponde con la actual Sicilia.
Durante los seis siglos siguientes, Sicilia fue una provincia romana durante la República y el Imperio. El territorio fue un importante granero para Roma. El proceso de romanización no fue muy acentuado, teniendo en cuenta que la isla había estado bajo la influencia de Grecia. El hecho más notable fue el penoso gobierno de Cayo Verres, del que da cuenta Cicerón en el año 70 en su obra In Verrem.
A pesar de que estuvo alejada del poder central y, por tanto, de las corrientes económicas, políticas y culturales de la historia de Roma, dio a la misma personajes notables como el historiador greco-romano Diodoro Sículo y el poeta Tito Calpurnio Sículo. Los restos arqueológicos más importantes y notables son los mosaicos encontrados en una villa romana en Piazza Armerina.
Durante este periodo fue también uno de los primeros lugares donde aparecieron importantes comunidades cristianas, y algunos de los mártires de la primera época fueron naturales de esta provincia, como Santa Ágata de Catania o Santa Lucía de Siracusa. Finalmente, la provincia fue ocupada en el 440 por el famoso rey vándalo Genserico, que la anexó a su reino.

## Gobernadores
- Publio Elio Tuberón.— Gobernador pretorio en el año 201 a. C.[1]
- Cayo Caninio Rébilo.— Gobernador pretorio en el año 171 a. C.[2]